# Paul Alexandre (botaniste)
Cet article concerne le botaniste français. Pour les homonymes, voir Alexandre et Paul Alexandre.
Marie-Paul Alexandre, né le 20 juillet 1838 à Alençon où il est mort le 6 avril 1883, est un botaniste et mycologue français.
Il s’intéressait tout particulièrement à l’étude des algues, des mousses et des champignons.
Claude Casimir Gillet a dédié, dans ses Hymenomycètes de la France, plusieurs espèces de champignons nouvellement décrites à Paul Alexandre : Locella alexandri, Paxillus alexandri.

## Publications
- Considérations sur les études fongologiques
- (Communication, sans titre) : « Vie scientifique d’Elias Fries », Bulletin de la Société linnéenne de Normandie, 8e vol., 1874, p. 112-119.

## Sources
- Bulletin de la Société historique et archéologique de l’Orne, t. XI, Alençon, Renaut-de Broise, 1892, p. 153.